# Джеймс Т. Кірк
Дже́ймс Тібе́рій Кі́рк (англ. James Tiberius Kirk) — персонаж науково-фантастичного телевізійного серіалу «Зоряний шлях», мультиплікаційного серіалу «Зоряний шлях: Анімаційніий серіал» і супутніх повнометражних фільмів

## Біографія
Про місце народження та дитинство Джеймса Т. Кірка достеменно нічого не відомо. В повнометражному фільмі «Зоряний шлях 4: Подорож додому» Кірк говорить, що він родом зі штату Айова. Але у фільмі 2009 року стверджується, що Кірк народився у космосі під час вибуху корабля його батька. На офіційному сайті «Зоряного Шляху» також є уточнення, що стверджує, що він народився у Ріверсайді, штат Айова.
Не існує і точної дати його народження. У той же час на офіційному сайті епопеї днем народження Кірка названо 22 березня 2233 року.
Попри те, що Кірк був народжений на Землі, він, певно, якийсь час жив на Тарсусі IV (англ. Tarsus IV) і був одним з дев'яти свідків, що бачили різанину 4 тисяч колоністів.
У 2250 Кірк вступив у Академію Зоряного Флоту у Сан-Франциско. Джеймс стажувався на зорельоті «Республіка» (англ. USS Republic), після чого, в 2251, у званні енсіна повернувся в Академію. У 2254 він по закінченні академії у званні лейтенанта отримав призначення на зореліт  «Фаррагут»(англ. USS Farragut NCC-1647).
Якої-небудь конкретної інформації про життя Кірка між 2254 і 2263 роками немає. Однак можна припустити, що близько 2255 року він отримав звання лейтенант-командора. Також прийнято вважати, що в 2260 він був призначений відповідальним за ремонт і переобладнання зорельота «Ентерпрайз». Після закінчення робіт він протягом десяти років служив на «Ентерпрайзі» під командуванням капітана Крістофера Пайка. У 2263, після чергового підвищення Пайка, Кірк був призначений капітаном зорельота.
Під командуванням Кірка «Ентерпрайз» (англ. USS Enterprise NCC-1701) у 2264—2269 роках здійснив свою історичну п'ятирічну дослідницьку місію. Через кілька років після її закінчення Кірку було присвоєно звання контр-адмірала, і він обійняв посаду керівника відділу операцій Зоряного Флоту.
У 2271 для битви у Віджерській кризі адмірал Кірк прийняв тимчасове командування «Ентерпрайзом».
Біографія Кірка між 2271 і 2284 невідома. Відомо тільки, що в цей проміжок часу він пішов у відставку, але близько 2282 року повернувся на службу. За чутками, які розповсюджувалися деякими учасниками знімальної групи, Кірк отримав звання віце-адмірала. Однак офіційно ця інформація не підтверджена, тому прийнято вважати, що він став просто адміралом.
У 2284 Кірк ненадовго збирав команду «Ентерпрайз» для переслідування свого давнього ворога — Хана Сінга. У 2285 за «крадіжку» «Ентерпрайза» і саботаж зорельоту USS "«Екссельсіор NX-2000» задля врятування свого друга Спока Кірк був понижений у званні до капітана і отримав призначення на новий «Ентерпрайз NCC-1701-A» (англ. USS Enterprise NCC-1701-A). Він командував цим судном до 2293, коли зореліт було списано.
2293 року Клінгонзький суд засудив Кірка до ув'язнення в одній з колоній-шахт за неправдивим звинуваченням у вбивстві клінгонського канцлера Горкона. Однак пізніше завдяки Спокові він був звільнений, а звинувачення з нього було знято.
У тому ж році при випробуваннях нового корабля «Ентерпрайз-В» Кірк зник (і, як припускалося, загинув). Насправді він потрапив у часову аномалію, де зустрівся з капітаном Пікаром з 2371 року і допоміг йому зупинити доктора Толіана Сорана, що вирішив погубити 230 мільйонів життів. Під час останньої битви з ним Кірк загинув та був таємно похований Пікаром.
Після закінчення телевізійної історії Кірка Вільям Шатнер зі співавторами написав кілька неофіційних новел, в яких Кірк «повернувся з мертвих».